# 1906 у радіо

## Події
- 24 грудня - Реджинальд Фессенден проводить першу радіопередачу, що складалася з промови, соло на скрипці та читання віршів
- У Берліні проходить II з'їзд радіотелеграфістів, де прийнято Міжнародний реглвамент радіозв'язку
- Робен фон Ліпен патентує вакуумну лампу («трубку Ліпена»), що широко використовувалась у австрійських приймачах і передавачах
- У Америці з'являються перші АТС